# ヘルバシオ・デフェル
ヘルバシオ・デフェル・アンヘル（Gervasio Deferr Ángel、1980年11月7日 - ）は、スペイン・カタルーニャ州バルセロナ県プレミアー・ダ・マール出身の男子体操競技選手。

## 経歴
5歳で体操競技を始めた。好きな種目はゆかであるとしている。
1997年にスイスのローザンヌで開催された世界体操競技選手権では、ゆかで7位となった。1999年に中国の天津で開催された世界選手権では、9.750を出した床で銀メダルを獲得した。オーストラリアのシドニーで開催された2000年シドニーオリンピックでは、9.712を出した跳馬で金メダルを獲得した。2000年にスロベニアのリュブリャナで開催されたFIG体操ワールドカップでは、9.688を出したゆかで銀メダルを獲得した。
2001年にフランスのパリで開催された体操ワールドカップでは、9.625を出したゆかで金メダルを獲得した。2002年にポーランドのデブレツェンで開催された世界選手権ではゆかで2位となったが、大会後のドーピング検査でマリファナが陽性となり、銀メダルが剥奪された。ギリシャのアテネで開催された2004年アテネオリンピックでは、平均9.737を出した跳馬で2大会連続の金メダルを獲得し、ゆかで4位となった。
2007年にドイツのシュトゥットガルトで開催された世界選手権では、ゆかで銀メダルを獲得した。中国の北京で開催された2008年北京オリンピックでは、15.775を出したゆかで銀メダルを獲得した。足首には金メダルを獲得した2大会のロゴのタトゥーが彫ってある。2011年1月に現役引退を表明し、同年にはスペイン教育・文化・スポーツ省から王立スポーツ勲章を授与された。体操競技指導者としてはライデルレイ・サパタなどを指導している。

## 人物
日本や韓国の文化が好きだと語っている。2001年には日本のTBSのテレビ番組である第7回スポーツマンNo.1決定戦に出場し、跳び箱では22段を飛んで1位タイとなった。2005年には第11回スポーツマンNo.1決定戦に出場し、跳び箱では20段を飛んで5位タイとなった。同じくTBSのテレビ番組であるSASUKEに第10回（2002秋）のみ出場したが、1stステージのそり立つ壁を2度失敗してしまった影響でロープクライムでのタイムアップとなった。